# Анет-Жаклін Бушман
Анет-Жаклін Бушман (болг. Анет-Жаклин Бушман; нар. 18 грудня 1982, Варна) — болгарська спортсменка, академічна веслувальниця, учасниця змагань на Олімпійських іграх 2004.

## Спортивна кар'єра
2000 року Анет-Жаклін стала чемпіонкою в двійках парних на молодіжному чемпіонаті світу в Загребі. Але на дорослому рівні п'єдестал їй ні разу не підкорився.
На Олімпійських іграх 2004 Анет-Жаклін Бушман  з Міленою Марковою фінішувала четвертою в двійках парних.
На змаганнях 2005 року Бушман не досить успішно спробувала сили в одиночках.
На чемпіонаті світу 2005 Бушман виступила в двійках розпашних, але не пройшла з напарницею до фіналу А і, зайнявши четверте місце в фіналі В, у загальному заліку була десятою, після чого вирішила завершити спортивну кар'єру.